# Apunts per a una Orestíada africana
Apunts per a una Orestíada africana (Appunti per un'Orestiade africana) és una pel·lícula italiana realitzada el 1970 per Pier Paolo Pasolini.

## Argument
Davant la possibilitat de filmar una adaptació de l'Orestíada d'Èsquil ambientada a Àfrica, Pasolini cerca en aquest continent un escenari alternatiu, així com nous rostres per a Agamèmnon, Electra, Clitemnestra i els integrants del cor. La pel·lícula —autèntic guió gràfic visual— es compon d'una barreja entre documental i escenes rodades pel mateix Pasolini en algunes localitzacions africanes, tot amanit amb punxants comentaris polítics i estètics del cineasta. En algun moment, Pasolini arriba fins i tot a considerar-ne altres alternatives: un melodrama musical de jazz, protagonitzat per actors afroamericans.